# عيد الفوانيس الصيني
عيد الفوانيس ويسمى باللغة الصينية بـ«عيد يوان شياو» (元宵节) du,] hgud] i, عيد شعبي في الصين يعود إلى فترة أسرة هان الغربية (206 ق.م – 25 م) وذلك عندما بدأت البوذية تنتشر في الصين، وعلم الإمبراطور أن الرهبان البوذيين يشعلون الفوانيس احتراماً لبوذا ،فأمر الإمبراطور بإشعال الفوانيس في القصر الإمبراطوري والمعابد لتقديم الاحترام لبوذا أيضا ، ثم تحولت هذه الطقوس تدريجيا إلى عيد شعبي عبر أرجاء البلاد، وأصبح عيداً رسمياً للصينيين.  